# Les Trois-Saints
Les Trois-Saints is een fusiegemeente (commune nouvelle) in het Franse departement Corrèze (regio Nouvelle-Aquitaine). De plaats maakt deel uit van het arrondissement Brive-la-Gaillarde. Les Trois-Saints is op 1 januari 2025 ontstaan door de fusie van de gemeenten Saint-Martin-Sepert, Saint-Pardoux-Corbier en Saint-Ybard. De hoofdplaats van de nieuwe gemeente is Saint-Ybard.